# تنکن
تنکن (به ژاپنی: 転換)-(به انگلیسی: Tenkan) یکی از فنون و تکنیک‌های دستهٔ رشتهٔ ورزشی جودو است.